# Kamienica Hemptenmacherów w Darłowie
Kamienica Hemptenmacherów – gotycka kamienica usytuowana u zbiegu ulic Powstańców Warszawskich 51 i Rynkowej 2 w Darłowie, sąsiadująca z Placem Tadeusza Kościuszki. 25 listopada 1993 roku została wpisana do rejestru zabytków.

## Opis

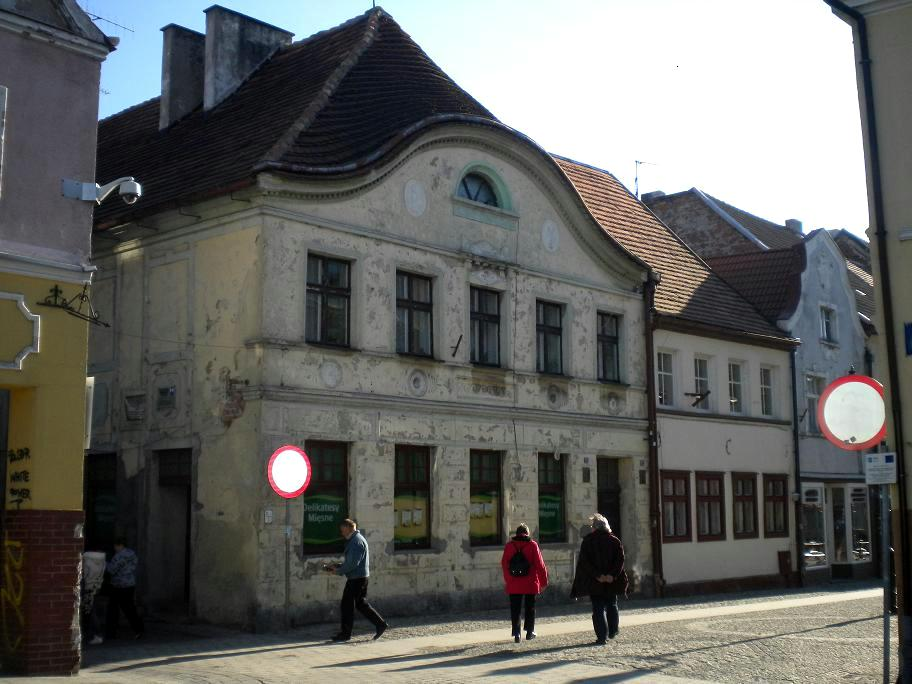
Kamienica przed renowacją (2010 r.)

Jest to dwukondygnacyjny budynek z cegły, otynkowany. Budynek główny usytuowany jest od strony ul. Powstańców Warszawskich. Ma on formę prostopadłościanu, jest częściowo podpiwniczony i pokryty dwuspadowym dachem naczółkowym, zakończonym od frontu szczytem i posiadającym kalenicę równoległą do ul. Rynkowej. Naczółek pokryty jest ceramiczną dachówką. Drzwi domu prowadzą również do sąsiedniej kamienicy pod adresem Powstańców Warszawskich 50. Dwie oficyny znajdujące się od strony ul. Rynkowej różnią się od siebie wysokością dachu. Elewacja frontowa zakończona jest łukowatym, wybrzuszonym szczytem z półkolistym oknem. Znajdują się na niej liczne zdobienia: boniowanie, fryzy, płaskorzeźby, gzyms oraz dwa medaliony przedstawiające postaci na wzór starożytny. W elewacji bocznej budynku, na wysokości ok. 3 metrów wmurowana jest tablica z połowy XIX wieku przedstawiająca nieotaklowany żaglowiec - kogę, dzięki czemu budynek nazywany jest też Kamienicą pod Kogą. Łódź była symbolem własności kamienicy przez armatora. Dawniej uważano, że oznaczała ona miejsce, do którego sięgała woda podczas powodzi miasta w 1497 roku. Wydarzenie to nazywane było lwem morskim. Badania wykluczyły tę interpretację. Obok kogi widnieją dwie daty związane z historią kamienicy - 1604 (budowa) i 1793 (remont).

## Historia

### Pierwotny budynek, 1604–1793
Pierwotnie stała w tym miejscu kamienica kupiecka z XIV wieku, usytuowana na fundamentach z granitowych głazów wiązanych wapienną zaprawą z piwnicami o sklepieniu kolebkowym. Przypuszcza się, że dom ten spłonął podczas pożaru miasta w 1589 roku. Nową kamienicę zbudowano w 1604 roku, o czym świadczy data wyryta na tablicy w elewacji. Budynek ten uległ zniszczeniu w czasie pożarów z lat 1624, 1648, 1679 i w 1722. Do dziś zachowały się jedynie relikty tej budowli w południowej ścianie budynku, odsłonięte podczas badań architektonicznych w 2013 roku.

### Kamienica armatorska, 1793–1945
Pod koniec XVIII wieku właścicielem domu był kupiec Johan Georg Friedrich Knötzelein, który wraz z Christianem Friedrichem Bahnem założył w Darłowie (wówczas Rügenwalde) Towarzystwo Żeglugowe. Prawdopodobnie to on zlecił odbudowanie kamienicy w stylu rokoko. Knötzelein zmarł w 1806 roku. Po jego śmierci kamienicę wykupił od wdowy po nim za cenę 2 tysięcy talarów Christian Friedrich Bahn, wspólnik i jednocześnie zięć Knötzeleina. Bahn znacząco rozwinął Towarzystwo Żeglugowe, teraz działające już jako firma armatorska i żeglugowa C.F. Bahn et Comp. in Rügenwalde. Jego wspólnikiem został Eduard August Hemptenmacher. Po śmierci Bahna w 1834 roku to właśnie Hemptenmacher został właścicielem firmy i kamienicy. Od 1845 roku Towarzystwo działało już pod nazwiskiem Hemptenmachera. Eduard Hemptenmacher jeszcze bardziej powiększył zyski Towarzystwa, stając się właścicielem największej floty żaglowców na Pomorzu, liczącej 52 statki. Dokonał on kolejnej przebudowy domu, przy okazji której wmurowano w jej elewację tablicę z nieotaklowanym żaglowcem.
W 1865 roku wspólnikiem Hemptenmachera został Eduard John, właściciel tartaku w Darłowie i późniejszy zięć armatora. W 1888 roku został właścicielem firmy, stając się tym samym właścicielem kamienicy. Pod koniec lat 20. XX wieku jego następcą został syn Paul John. Po 1937 roku dom zaczął pełnić funkcje handlowo-usługowe. Ostatnim prywatnym właścicielem kamienicy był Dietrich Kranitzki, zięć Paula Johna.

### W PRL i III RP, 1945–2013
Po zdobyciu miasta przed Armię Czerwoną do końca 1945 roku znajdowała się tu siedziba radzieckiego komendanta. Na mocy dekretu Bieruta o majątkach opuszczonych i poniemieckich z 8 marca 1946 roku budynek został upaństwowiony. W latach 1946–50 mieściła się tu restauracja „Warszawianka". W latach 50. mieściła się tu świetlica Fabryki Pieców, później dom stał się własnością Powszechnej Spółdzielni Spożywców „Społem”. Od 1958 roku dom pełni funkcje mieszkalne. W 2009 roku wydzielono w nim pomieszczenia handlowo-usługowe na parterze. Przed remontem znajdowało się tu Centrum Obsługi Turystycznej, zarządzane przez Darłowską Lokalną Organizację Turystyczną w Dorzeczu Wieprzy i Grabowej. W 2016 roku centrum przeniesiono na ul. Gertrudy 8.

### Współcześnie, od 2013 roku
Przez lata budynek był dosyć mocno zaniedbany. Po raz pierwszy temat jego renowacji podniesiono podczas obchodów 700-lecia II lokacji miasta w 2012 roku. Wówczas Darłowo odwiedziła Ute Kranitzki, żona krewnego byłego właściciela domu, która zadeklarowała, że za pośrednictwem Niemiecko-Polskiej Fundacji Ochrony Zabytków Kultury przekaże sto tysięcy euro na rzecz jego renowacji. 
W 2013 roku, dzięki staraniom mieszkańców i władz miasta, rozpoczęto przygotowania do rewitalizacji kamienicy. Całość prac kosztowała blisko 1,2 miliona złotych. Największym udziałowcem była Niemiecko-Polska Fundacja Ochrony Zabytków Kultury, która wydała na ten cel 100 tysięcy euro, uzyskanych od Ute Kranitzki. Oprócz tego w projekt zaangażowane były podmioty: Urząd Miasta w Darłowie, Wspólnota Mieszkaniowa, Darłowska Lokalna Grupa Rybacka oraz Urząd Marszałkowski w Szczecinie. Prace koordynował Szymon Krawczuk ze Wspólnoty Zarządzania i Administrowania Nieruchomościami. Przygotowania do rewitalizacji objęły m.in. przeprowadzenie badań architektonicznych i historycznych budynku, wykonanie jego inwentaryzacji, opracowanie karty ewidencji zabytku oraz zebranie kompletu opinii. Prace rozpoczęto pod koniec 2014 roku. Objęły one m.in. remont elewacji, dachu, więźby dachowej, stolarki wewnętrznej i zewnętrznej oraz usunięcie szamba pod budynkiem. W 2015 roku odbył się wykład pt. Projekt remontu kamienicy Hemptenmacherów w Darłowie w Muzeum Zamku Książąt Pomorskich. Renowację ukończono w 2018 roku.
Budynek jest dziś jedną z najbardziej okazałych kamienic w Darłowie. Obecnie dom stanowi własność prywatną i pełni funkcje mieszkalno-usługowe. Znajduje się tu m.in. kawiarnia Cafe „Łódź”.